# В останню чергу
«В останню чергу» (рос. «В последнюю очередь») — радянський художній фільм, детектив, знятий на кіностудії «Мосфільм» режисером Андрієм Ладиніним за сценарієм Анатолія Степанова у 1981 році. Прем'єра фільму в СРСР відбулася в липні 1982 року.

## Сюжет
У квітні 1945 року в Москву прибуває старший лейтенант Смирнов, який тільки що виписався з госпіталю. Він повертається до рідного дому, зустрічається з людьми зі свого колишнього, довоєнного життя. У місцях зосередження всього суспільного життя міста — на ринках, в ресторанах — царюють ті типи людей, хто найкраще може пристосуватися до нелегкого життя в розореній війною країні. Це злодії, спекулянти, вуличні шахраї та інші кримінальні елементи. Інваліди війни, демобілізовані фронтовики теж змушені пристосовуватися до цього життя.
Спочатку здається, що і молодий лейтенант Смирнов приймає нові правила гри. Найближча залізнична станція привертає місцевих злодіїв — охорони мало, а через станцію щодня проходить безліч потягів з продовольством та іншими цінними вантажами. І щоб впоратися з бандитами, потрібна людина, здатна на правах місцевого жителя близько підібратися до банди та виявити основних її учасників.
В кінцевому підсумку, найскладнішим виявляється знайти й знешкодити жорстокого і небезпечного ватажка банди, який переховується під чужою личиною, готового без вагань пожертвувати життям своїх спільників або життям взагалі невинної людини для того, щоб уникнути правосуддя. Війна на лінії фронту закінчується, але війна з криміналом в тилу тільки починається, і в цій новій війні демобілізація — те, про що можна думати тільки в найостаннішу чергу…

## У ролях
- Василь Міщенко —  Олександр Смирнов, демобілізований старший лейтенант
- Сергій Сазонтьєв —  Сергій Васильович Одинцов, інвалід війни
- Василь Фунтіков —  Алік (Алька, Олександр), друг дитинства Смирнова
- Лев Борисов —  Семенович, злодій-спекулянт
- Римма Коростельова —  Лариса, сестра Аліка
- Геннадій Корольков —  підполковник міліції, начальник групи по боротьбі з бандитизмом
- Сергій Присєлков —  Петро, солдат, який торгує на ринку
- Наталія Фекленко —  Клава, співмешканка Одинцова
- Лев Золотухін —  Іван Павлович, батько Лариси і Аліка
- Світлана Коновалова —  мати Смирнова, залізничниця
- Сергій Балабанов —  бандит Артур-«Пуха»
- Валентин Кулик —  спекулянт одягом на ринку
- Антон Табаков —  підручний спекулянта
- Володимир Ферапонтов —  Аполлінарій, офіціант

## Знімальна група
- Режисер:  Андрій Ладинін
- Автор сценарію:  Анатолій Степанов
- Оператор:  Віктор Шейнін
- Художник-постановник:  Олександр Кузнецов
- Композитор:  Юрій Саульський
- Оркестр: Державний симфонічний оркестр кінематографії
- Диригент:  Костянтин Кримець
- Художник по костюмах:  Наталія Іванова